# Rafael Carvalho
Rafael Carvalho de Souza, mais conhecido como Rafael Carvalho (Rio de Janeiro, 27 de julho de 1986) é um lutador brasileiro de artes marciais mistas. Foi Campeão Peso Médio do Bellator, perdendo seu cinturão no Bellator 200, para Gegard Mousasi.

## Carreira no MMA
Rafael Carvalho é um atleta de artes marciais conhecido pela sua trocação afiada e por ser um nocauteador nato, sendo um especialista na luta em pé. Cresceu na comunidade do Chapéu Mangueira na cidade do Rio de Janeiro e começou a treinar artes marciais no projeto social Luta Cidadã com o seu irmão Marcelo Carvalho, faixa preta de Jiu-Jitsu graduado por Murilo Bustamante e prestes a ser graduado com o grau preto de Muay Thai por Marco Ruas. 
Rafael deixou o projeto social e partiu para a cidade de Curitiba onde iniciou sua carreira no MMA em torneios independentes do estado do Paraná. Após acumular 6 vitórias, todas por nocaute, Rafael disputou o cinturão peso-médio do Smash Fight contra o lutador veterano Gustavo Machado, atleta com experiência internacional em organizações como IFL, Pancrase e KOTC. Rafael venceu por decisão unanime e conquistou o seu primeiro cinturão.

### Bellator MMA
Após conquistar o cinturão peso-médio no Smash Fight e obter mais duas vitórias por nocaute, Rafael assinou com o Bellator MMA e fez sua estréia contra Brian Rogers no Bellator 125 em 19 de setembro de 2014. Carvalho venceu por nocaute técnico no primeiro round.
Rafael enfrentou Joe Schilling no Bellator 136 em 10 de Abril de 2015 e venceu a luta por decisão dividida.
No Bellator 144 Rafael enfrentou o americano Brandon Halsey pelo Cinturão Peso Médio do Bellator que ficou vago após o próprio Halsey ter sido punido pela organização com a perda do cinturão por não bater o peso no Bellator 137. Halsey dominou o brasileiro durante o 1º round, mas no 2º round recebeu um forte chute nas costelas e o arbitro Dan Miragliotta encerrou a luta decretando o brasileiro como novo Campeão Peso Médio do Bellator.
Rafael fez a sua primeira defesa de cinturão contra o lutador holandês Melvin Manhoef no Bellator 155. O embate foi a luta principal do evento e, após 5 rounds, Rafael foi declarado vencedor por decisão dividida, mantendo assim o cinturão Peso Médio.
O ex-campeão do Bellator MMA, Rafael Carvalho anunciou para a grande surpresa do público amante de lutas, o final de contrato iniciado em 2014 com a organização que o reconheceu como campeão peso-médio durante três temporadas seguidas pela categoria peso-médio (84 kg) que o consagrou como campeão.

## Títulos
- Bellator MMA
  - Título Peso Médio do Bellator (Uma vez, atual)

## Cartel no MMA
| Cartel no MMA   |             |            |
| 21 lutas        | 16 vitórias | 5 derrotas |
| Por nocaute     | 12          | 1          |
| Por finalização | 0           | 1          |
| Por decisão     | 4           | 3          |

| Res.    | Cartel | Oponente                     | Método                             | Evento                                          | Data       | Round | Tempo | Local                   | Notas                                                       |
| ------- | ------ | ---------------------------- | ---------------------------------- | ----------------------------------------------- | ---------- | ----- | ----- | ----------------------- | ----------------------------------------------------------- |
| Derrota | 16-6   | Lorenz Larkin                | Decisão (dividida)                 | Bellator 258                                    | 07/05/2021 | 3     | 5:00  | Uncasville, Connecticut | Retorno ao Peso-médio.                                      |
| Derrota | 16-5   | Alex Polizzi                 | Decisão (unânime)                  | Bellator 245                                    | 11/10/2020 | 3     | 5:00  | Uncasville, Connecticut |                                                             |
| Derrota | 16-4   | Vadim Nemkov                 | Finalização (mata leão)            | Bellator 230                                    | 12/10/2019 | 2     | 3:56  | Milão                   | Estreia nos Meio Pesados.                                   |
| Vitória | 16-3   | Chidi Njokuani               | Decisão (unânime)                  | Bellator 224                                    | 12/07/2019 | 3     | 5:00  | Thackerville, Oklahoma  | Peso Casado (190 lbs).                                      |
| Derrota | 15-3   | Lyoto Machida                | Decisão (dividida)                 | Bellator 213: Macfarlane vs. Letourneau         | 15/12/2018 | 3     | 5:00  | Honolulu, Havaí         | Carvalho não bateu o peso; Luta em Peso Casado (186,5 lbs). |
| Derrota | 15-2   | Gegard Mousasi               | Nocaute Técnico (socos)            | Bellator 200                                    | 25/05/2018 | 1     | 3:35  | Londres                 | Perdeu o Cinturão Peso Médio do Bellator.                   |
| Vitória | 15-1   | Alessio Sakara               | Nocaute (cotovelada e socos)       | Bellator 190: Carvalho vs. Sakara               | 09/12/2017 | 1     | 0:44  | Florença                | Defendeu o Cinturão Peso Médio do Bellator.                 |
| Vitória | 14-1   | Melvin Manhoef               | Nocaute (chute na cabeça)          | Bellator 176: Carvalho vs. Manhoef II           | 08/04/2017 | 4     | 3:15  | Turim                   | Defendeu o Cinturão Peso Médio do Bellator.                 |
| Vitória | 13-1   | Melvin Manhoef               | Decisão (dividida)                 | Bellator 155: Carvalho vs. Manhoef              | 20/05/2016 | 5     | 5:00  | Boise, Idaho            | Defendeu o Cinturão Peso Médio do Bellator.                 |
| Vitória | 12-1   | Brandon Halsey               | Nocaute Técnico (chute no corpo)   | Bellator 144: Halsey vs. Carvalho               | 23/10/2015 | 2     | 1:42  | Uncasville, Connecticut | Ganhou o Cinturão Peso Médio Vago do Bellator.              |
| Vitória | 11-1   | Joe Schilling                | Decisão (dividida)                 | Bellator 136                                    | 10/04/2015 | 3     | 5:00  | Irvine, California      |                                                             |
| Vitória | 10-1   | Brian Rogers                 | Nocaute Técnico (socos)            | Bellator 125                                    | 19/09/2014 | 1     | 3:06  | Fresno, California      | Estreia no Bellator.                                        |
| Vitória | 9-1    | Mauri Roque                  | Nocaute Técnico (Joelhada e socos) | Talent MMA Circuit 9: Sao Jose dos Pinhais 2014 | 25/07/2014 | 1     | 2:47  | São José dos Pinhais    |                                                             |
| Vitória | 8-1    | Sergio Souza                 | Nocaute Técnico (Joelhada e socos) | Iron Fight Combat 4                             | 07/09/2013 | 3     | 2:15  | São José dos Pinhais    |                                                             |
| Vitória | 7-1    | Gustavo Machado              | Decisão (unânime)                  | Smash Fight 2                                   | 13/-6/2013 | 3     | 5:00  | Curitiba                | Ganhou o cinturão peso-médio no Smash Fight                 |
| Vitória | 6-1    | Fernando Scherek             | Nocaute Técnico (socos)            | Adventure Fighters Tournament 4                 | 09/03/2013 | 1     | 0:39  | Curitiba                |                                                             |
| Vitória | 5-1    | Kaue Dudus                   | Nocaute Técnico (socos)            | Samurai FC 9: Water vs. Fire                    | 15/12/2012 | 2     | 3:48  | Curitiba                |                                                             |
| Vitória | 4-1    | Eduardo Gimenez              | Nocaute Técnico (socos)            | Empire Promotions: Empire FC                    | 20/10/2012 | 1     | 0:55  | Curitiba                |                                                             |
| Vitória | 3-1    | Luiz Cado Simon              | Nocaute Técnico (socos)            | Forca Jovem Parana: Nocaute ao Crack 2          | 25/08/2012 | 3     | N/A   | Curitiba                |                                                             |
| Vitória | 2-1    | Glauber Valadares            | Nocaute Técnico (socos)            | Predador FC 21                                  | 11/08/2012 | 1     | 2:52  | Campo Grande            |                                                             |
| Vitória | 1-1    | Flavio Rodrigo Magon         | Nocaute Técnico (socos)            | Adrenaline Fight 4                              | 20/10/2012 | 2     | 2:42  | Apucarana               |                                                             |
| Derrota | 0-1    | Julio Cesar Araujo Fernandes | Finalização (guilhotina)           | Samurai FC 6                                    | 17/12/2011 | 1     | N/A   | Curitiba                |                                                             |